# Estat Lliure de Mecklenburg-Schwerin
L'Estat Lliure de Mecklenburg-Schwerin (en alemany: Freistaat Mecklenburg-Schwerin) va ser un Estat federat durant la República de Weimar (1918-1933). Es va crear el 1918 després de l'abdicació del Gran Duc de Mecklenburg-Schwerin Frederic Francesc a conseqüència de la revolució alemanya. Al 1933, després de l'inici del govern Nazi, va ser unit amb l'estat veí més petit de Mecklenburg-Strelitz per formar l'estat unit de Mecklenburg.

## Governants

### Presidents del Consell de Ministres
- 1918-1919 Hugo Wendorff (DDP)

### Ministres-President
- 1919-1920 Hugo Wendorff (DDP)
- 1920-1921 Hermann Reincke-Bloch (DVP)
- 1921-1924 Johannes Stelling (SPD)
- 1924-1926 Joachim Freiherr von Brandenstein (DNVP)
- 1926-1929 Paul Schröder (SPD)
- 1929-1932 Karl Eschenburg DNVP)
- 1932-1933 Walter Granzow (NSDAP)
- 1933-1933 Hans Egon Engell (NSDAP)

### Governadors del Reich (Reichsstatthalter)
- 1933-1933 Friedrich Hildebrandt